# Андольсем
Андольсем, Андольса́йм (фр. Andolsheim [andɔlsaim] или [ãdolsaɪm]) — коммуна на северо-востоке Франции в регионе Гранд-Эст (бывший Эльзас — Шампань — Арденны — Лотарингия), департамент Верхний Рейн, округ Кольмар — Рибовилле, кантон Кольмар-2. До марта 2015 года коммуна административно входила в состав округа Кольмар и являлась центром ныне упразднённого кантона Андольсайм.
Площадь коммуны — 11,6 км², население — 2238 человек (2006) с тенденцией к стабилизации: 2240 человек (2012), плотность населения — 193,1 чел/км².

## Население
Население коммуны в 2011 году составляло 2232 человека, а в 2012 году — 2240 человек.
| 1962 | 1968 | 1975 | 1982 | 1990 | 1999 | 2005 | 2006 | 2010 | 2011 | 2012 |
| ---- | ---- | ---- | ---- | ---- | ---- | ---- | ---- | ---- | ---- | ---- |
| 751  | 871  | 1088 | 1262 | 1565 | 1985 | 2227 | 2238 | 2202 | 2232 | 2240 |

Динамика населения:

## Экономика
В 2010 году из 1502 человек трудоспособного возраста (от 15 до 64 лет) 1150 были экономически активными, 352 — неактивными (показатель активности 76,6 %, в 1999 году — 75,9 %). Из 1150 активных трудоспособных жителей работали 1084 человека (549 мужчин и 535 женщин), 66 числились безработными (32 мужчины и 34 женщины). Среди 352 трудоспособных неактивных граждан 148 были учениками либо студентами, 134 — пенсионерами, а ещё 70 — были неактивны в силу других причин.
На протяжении 2011 года в коммуне числилось 853 облагаемых налогом домохозяйства, в которых проживало 2330 человек. При этом медиана доходов составила 24903 евро на одного налогоплательщика.

## Достопримечательности (фотогалерея)
- Лютеранская церковь Святого Георга
- Католическая церковь Сен-Жорж